# Pantodapoi
Los pantodapoi eran los soldados auxiliares no griegos de los ejércitos de los diádocos, los caudillos que se repartieron el imperio de Alejandro Magno tras el fallecimiento de este. Como los diádocos eran reacios a incluir soldados no griegos en las unidades helenas porque temían que se amotinasen, formaron otras separadas para ellos, que utilizaron como auxiliares, en maniobras de flanqueo y para escaramuzar. Combatieron eficazmente en numerosas batallas, pero fueron la primera unidad seléucida en desbandarse en la batalla de Rafia, que enfrentó a los seléucidas con los lágidas, otra de las dinastías surgidas de la fragmentación del imperio alejandrino.